# Marek Lemsalu
Marek Lemsalu (ur. 24 listopada 1972 w Parnawie) – estoński piłkarz grający na pozycji obrońcy. 
Występował m.in. w klubach: FC Flora Tallinn i 1. FSV Mainz 05. W reprezentacji Estonii rozegrał 86 meczów strzelił 3 bramki.